# Джо Перселл
Джо Едвард Перселл (англ. Joe Edward Purcell; нар. 29 липня 1923, Воррен, Арканзас — пом. 5 березня 1987, Бентон, Арканзас) — американський політик, губернатор штату Арканзас протягом шести днів (1979), а також генеральний прокурор Арканзасу (1967–1971) і дев'ятий віце-губернатор Арканзасу (1975–1981). Член Демократичної партії.